# ユナイテッド (マーヴィン・ゲイ&タミー・テレルのアルバム)
『ユナイテッド』（United）は、アメリカ合衆国のR&B歌手マーヴィン・ゲイとタミー・テレルが1967年に連名で発表したスタジオ・アルバム。両名が発表したデュエット・アルバム3作のうち最初の作品である。

## 背景
タミー・テレルは、「セプター」や「トライ・ミー」といったレーベルからタミー・モンゴメリー名義でシングルを発表した後、1965年にモータウン移籍第1弾シングル「I Can't Believe You Love Me」をリリースした。その後、マーヴィン・ゲイのデュエット・パートナー（メアリー・ウェルズ、キム・ウェストンに続く3代目）に選ばれる。「エイント・ノー・マウンテン・ハイ・イナフ」と「ユア・プレシャス・ラヴ」を提供したニコラス・アシュフォードとヴァレリー・シンプソンは、レイ・チャールズの1966年のヒット曲「レッツ・ゴー・ゲット・ストーンド」を手がけたことからモータウンのスタッフに起用されたソングライター・コンビで、後に夫婦となりアシュフォード&シンプソンというデュオとしても活動した。

## 反響
アメリカの総合アルバム・チャートBillboard 200では69位に達し、マーヴィン・ゲイにとって3作目の全米トップ100アルバムとなった。また、『ビルボード』のR&Bアルバム・チャートでは7位を記録した。

## 収録曲
1. エイント・ノー・マウンテン・ハイ・イナフ "Ain't No Mountain High Enough" (Nickolas Ashford, Valerie Simpson) – 2:31
2. ユー・ガット・ホワット・イット・テイクス "You Got What It Takes" (Berry Gordy Jr., Gwen Gordy Fuqua, Tyran Carlo) – 2:58
3. 君との愛に生きて "If I Could Build My Whole World Around You" (Harvey Fuqua, Johnny Bristol, Vernon Bullock) – 2:26
4. サムシン・ストゥーピッド "Somethin' Stupid" (C. Carson Parks) – 2:45
5. ユア・プレシャス・ラヴ "Your Precious Love" (N. Ashford, V. Simpson) – 3:10
6. ホールド・ミー "Hold Me Oh My Darling" (H. Fuqua) – 2:50
7. トゥー・キャン・ハヴ・ア・パーティー "Two Can Have a Party" (H. Fuqua, J. Bristol, Thomas Kemp) – 2:19
8. リトル・オル・ボーイ・リトル・オル・ガール "Little Ole Boy, Little Ole Girl" (H. Fuqua, Etta James, Brook Benton) – 2:46
9. イフ・ディス・ワールド・ワー・マイン "If This World Were Mine" (Marvin Gaye) – 2:46
10. サッド・ウェディング "Sad Wedding" (J. Bristol, Jackey Beavers) – 3:26
11. ギヴ・ア・リトル・ラヴ "Give a Little Love" (H. Fuqua, J. Bristol, Clyde Wilson) – 3:01
12. オー・ハウ・アイド・ミス・ユー "Oh How I'd Miss You" (Hal Davis, Frank Wilson, Vance Wilson) – 2:32